# Éclipse lunaire du 16 mai 2022
 (septembre 2021).
Si vous disposez d'ouvrages ou d'articles de référence ou si vous connaissez des sites web de qualité traitant du thème abordé ici, merci de compléter l'article en donnant les références utiles à sa vérifiabilité et en les liant à la section « Notes et références ».
| Éclipse totale de Lune du 16 mai 2022 | Éclipse totale de Lune du 16 mai 2022 |
| ------------------------------------- | ------------------------------------- |
|                                       |                                       |
| Gamma                                 | -0,2532                               |
| Magnitude                             | 1,4137                                |
| Localisation                          | Amérique du Sud                       |
| Saros (membre de la série)            | 131 (34 sur 72)                       |
| Durée (h:min:s)                       |                                       |
| Totalité                              | 1 h 25 min 53 s                       |
| Phases partielles                     | 3 h 27 min 14 s                       |
| Phases pénombrales                    | 5 h 18 min 40 s                       |
| Contacts (UTC)                        |                                       |
| P1                                    | 01:32:07                              |
| U1                                    | 02:27:53                              |
| U2                                    | 03:29:03                              |
| Maximum                               | 04:11:28                              |
| U3                                    | 04:53:56                              |
| U4                                    | 05:55:07                              |
| P4                                    | 06:50:48                              |
|                                       |                                       |

L'éclipse lunaire du 16 mai 2022 est une éclipse totale, la première des deux éclipses lunaires totales en 2022, la seconde ayant lieu le 8 novembre.
L'éclipse est sombre avec la partie nord de la Lune passant par le centre de l'ombre de la Terre. C'est donc une éclipse lunaire totale centrale, la première de la série du saros 131.

## Visibilité
L'éclipse est entièrement visible depuis la majeure partie de l'Amérique du Nord et l'entièreté de l'Amérique du Sud. Elle est visible au lever de la Lune depuis le nord-ouest de l'Amérique du Nord et de l'Océan pacifique, et au coucher de la Lune depuis l'Afrique et l'Europe.

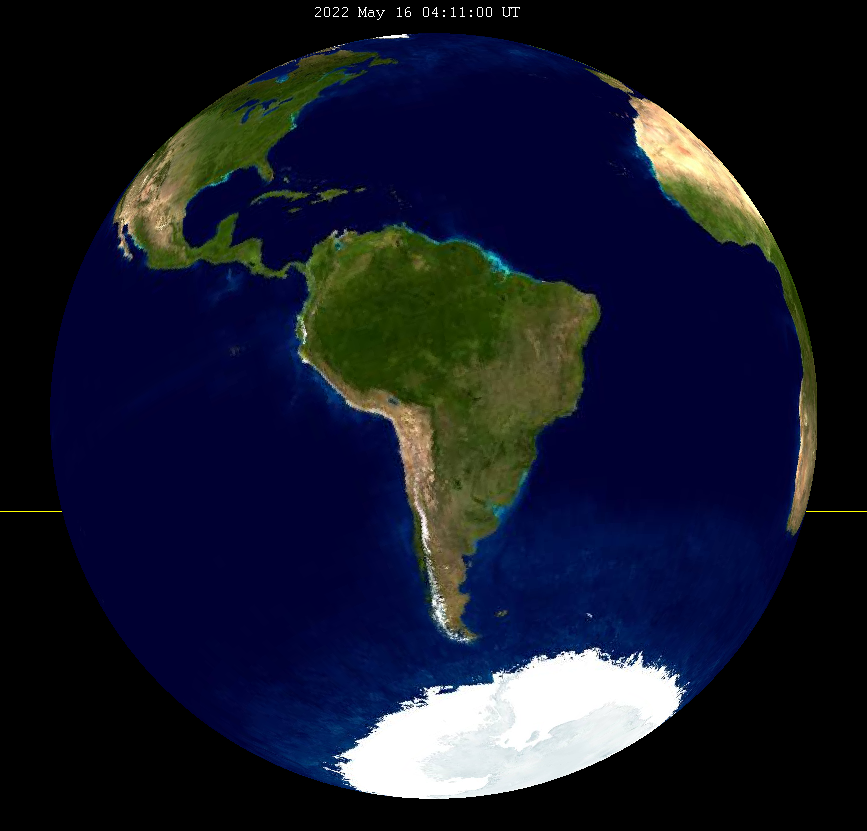
La Terre vue de la Lune lors du maximum de l'éclipse.

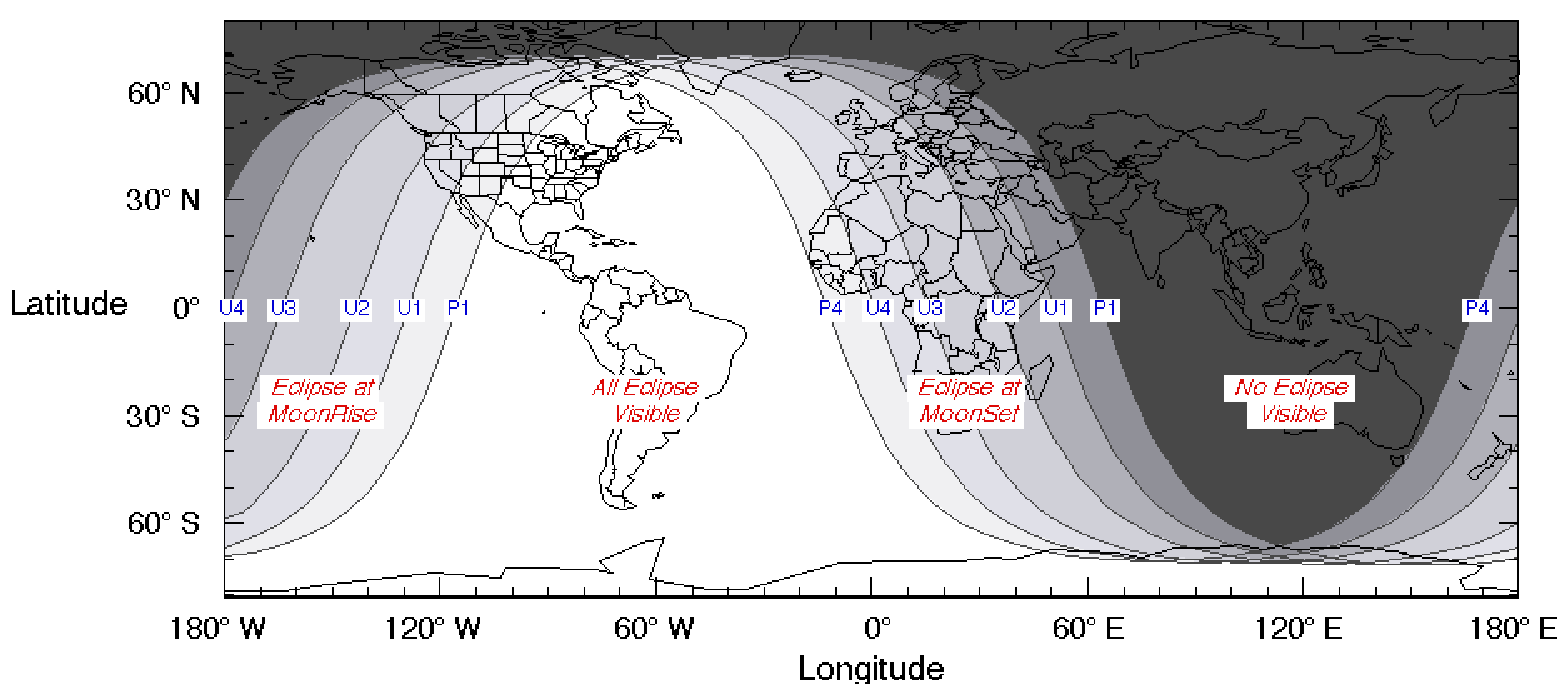
Carte mondiale de la visibilité de l'éclipse.